# Наглядно-образное мышление
Нагля́дно-о́бразное мышле́ние — совокупность способов и процессов образного решения задач, предполагающих представление ситуации и оперирование образами составляющих её предметов, без выполнения реальных практических действий с ними. Позволяет наиболее полно воссоздавать всё многообразие различных фактических характеристик предмета, например, узнать в постаревшем лице школьного товарища. Важной особенностью этого вида мышления является установление непривычных сочетаний предметов и их свойств. Функции образного мышления связаны с представлением ситуаций и изменений в них, которые человек хочет получить в результате своей деятельности, преобразующей ситуацию, с конкретизацией общих положений.
За наглядно-образное мышление отвечает правое полушарие мозга. Наглядно-образное мышление приводит к мгновенному получению результата.
Приведено узкое понятие образа так как под образом подразумевается не только визуальная информация но и тактильная, движение и другая чувственная ткань

## Описание
Вид мышления, развивающийся у ребёнка в 2-3 года и составляющий доминанту его поведения до 6-7 лет, где основной единицей является образ. Как и действие, образ у ребёнка характеризуется синкретичностью, обилием частных связей, случайностью в выборе признаков, большой долей субъективизма с преобладанием эмоциональных компонентов. В тесте Выготского — Сахарова, когда ребёнку предлагают коллекцию разнообразных по цвету, размеру и форме фигурок и просят разделить её на несколько более однородных групп, ребёнок идёт на поводу у самых броских поверхностных признаков, например собирает фигурки одного цвета или одной формы, что является ошибкой классификации. Жан Пиаже, долгие годы занимавшийся детским мышлением, обнаружил у детей одну специфическую особенность, которую назвали позже эффектом Пиаже. Если ребёнку показать шарик, слепленный из пластилина, затем на глазах у него превратить этот шарик в лепёшку и спросить, где больше пластилина, то ребёнок укажет на лепёшку, так как она занимает большее пространство. Это как раз демонстрация того, что у ребёнка ещё отсутствует способность к абстрагированию от первичных признаков и переход к более высокому обобщению.
Наглядно-действенное и наглядно-образное виды мышления объединены в группу допонятийного мышления, так как оперирование понятиями здесь носит случайный неосознанный характер, и основу составляет непосредственное и конкретное отражение действительности. Это своего рода связующее звено между перцептивными процессами и абстрактными мыслительными, опосредованными знаками и символами.
Наглядно-образное мышление доступно для психологического исследования по различным методам, где ведущую роль играют перцептивные элементы: цвет, форма, адекватность изображения какого либо предмета или явления. Наиболее распространённые методы: использование кубиков Коса, прогрессивных матриц Равена, исключение лишнего на картинках, классификация картинок, пиктограмма.

### Развитие мышления
Критерии развития наглядно-образного мышления могут быть различными — от правильности выполнения задания и скорости до степени оригинальности и абстрактности. Наглядно-действенное, наглядно-образное, словесно-логическое мышление образуют этапы развития мышления в онтогенезе, в филогенезе. В настоящее время в психологии убедительно показано, что эти три вида мышления сосуществуют и у взрослого человека и функционируют при решении различных задач. Это зависит от вида профессиональной деятельности, личностных и индивидуально психологических особенностей.
Около 30 % учащихся с 4-го по 6-й класс пользуются преимущественно образным мышлением для запоминания правил и решения задач, около 25 % — преимущественно последовательно-логическим, 45 % — используют оба полушария.